# Bühnenkunstpreis des Landes Oberösterreich
Der Bühnenkunstpreis des Landes Oberösterreich ist ein Kunstpreis zur Bühnenkunst in Oberösterreich.
Der mit 7.500 Euro dotierte Bühnenkunstpreis des Landes Oberösterreich, sowie der mit 3.000 Euro dotierte Anerkennungspreis, wird seit 1998 jährlich auf Vorschlag einer siebenköpfigen Jury vergeben.

## Preisträger

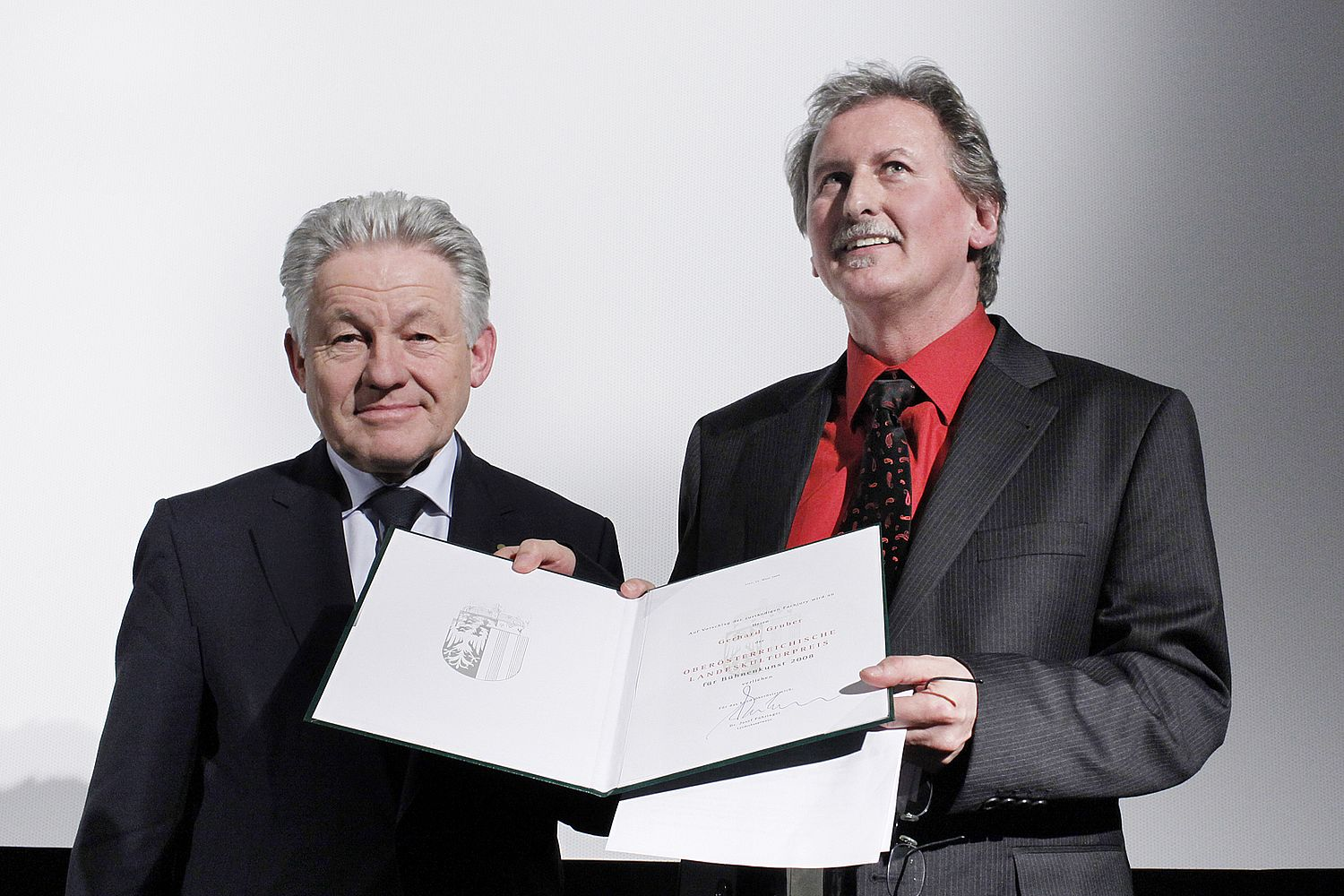
Verleihung des Großen Bühnenkunstpreises 2008 des Landes Oberösterreich durch Landeshauptmann Dr. Josef Pühringer an Gerhard Gruber am 25. März 2009

- 1998 Joachim Rathke, Henry Mason für die Spielstätte Wilhering
- 1999 Waltraud Starck für ihre Arbeit beim Theater des Kindes
- 2000 Georg Schmiedleitner
- 2002 Thomas Kerbl für den Opernzyklus zu Wolfgang Amadeus Mozart im Stadttheater Bad Hall[1]
- 2005 Theater Hausruck, Anerkennungspreis Theatergruppe muunkompanie mit Christine Hartenthaler[2]
- 2006 Theater Phönix, Anerkennungspreis für Gabriele Deutsch[3][4]
- 2007 Michi Gaigg[5]
- 2008 Gerhard Gruber[6], Anerkennungspreis für Simone Neumayr, Doris Schüchner für die Produktion der Novelle Brief einer Unbekannten von Stefan Zweig[7]
- 2009 John F. Kutil, Anerkennungspreis theaternyx.[8]
- 2011 Gerti Tröbinger, Maria Dürrhammer, Ruth Humer für das Internationale Welser Figurentheaterfestival; Anerkennungspreis Johannes Hiemetsberger für Chorus sine nomine[9]
- 2012 Anna Katharina Jaritz, Franz Flieger Stögner, William Mason, Henry Mason für Das Wintermärchen im Theater in der Kulturfabrik Helfenberg[10]
- 2013 Susanne Bihari, Ulf Dückelmann, Hans Christian Merten für Produktionen im Kult: Das neue Mühlfestival, Anerkennungspreis Verein SILK Fluegge mit Silke Grabinger, Magdalena Schlesinger, Olga Swietlicka, Angela Vadoi, Julia Tausch[11][12]
- 2014 Theater des Kindes, Anerkennungspreis David Wagner[13]
- 2015 Georg Lindorfer, Anerkennungspreis Franz Froschauer für Eichmann[14][15]
- 2016 Theater im Hof Enns für die Produktion Der varreckte Hof, Anerkennungspreis Reinhard Winkler für seine Arbeit im Bereich der Theaterfotografie[16]
- 2017 Kulturhof Perg mit Obmann Martin Dreiling erhielt den Großen Bühnenkunstpreis und Simon Mayer den Anerkennungspreis[17]
- 2018 Harald Gebhartl, Anerkennungspreis Verein RedSapata[18]
- 2020 Daniela Dett, Anerkennungspreis Theaterkollektiv Das Schauwerk[19]